# Pittosporum oubatchense
Pittosporum oubatchense är en tvåhjärtbladig växtart som beskrevs av Schlechter. Pittosporum oubatchense ingår i släktet Pittosporum och familjen Pittosporaceae. Inga underarter finns listade.